# Paul Guldin

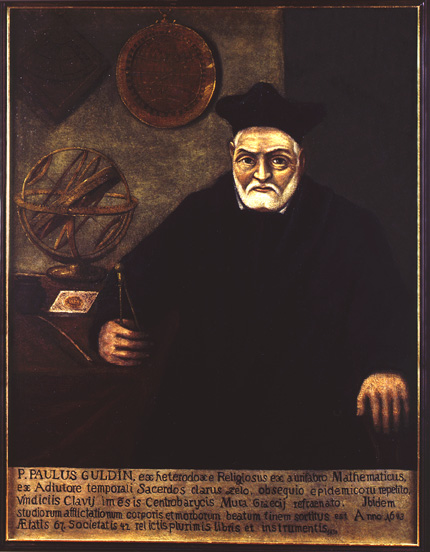
Paul Guldin

Paul Guldin, född av protestantiska föräldrar 1577 i Mels, död 1643 i Graz, schweizisk matematiker.
Guldin var först guldsmed, övergick till katolicismen 1597 (då han förändrade sitt dopnamn Habakuk till Paul) och blev därefter jesuit. Sedan han i Rom idkat matematiska studier, verkade han som lärare i matematik dels i Rom, dels i Wien och Graz. 
Guldin utgav ett stort arbete 1635-41, innehållande metoder för bestämmande av tyngdpunkten till plana och solida figurer, jämte användningen därav vid rektifikation, kvadratur och kubatur. Där förekommer bland annat det så kallade Guldins regel eller barycentriska regeln (vilken fanns antydd redan av Pappos): "varje figur, som uppkommer genom en linjes eller ytas rotation kring en orörlig axel, är lika med produkten av den genererande storheten och dess tyngdpunkts väg". Guldin gav emellertid endast ett ofullständigt induktionsbevis för denna sats.